# SSC Südwest 1947
Der Steglitzer SC Südwest ist ein deutscher Sportclub aus Berlin, in dem unter anderem die Sportarten Aikido, Basketball, Boxen, Fußball, Handball, Tanzen, Turnen und Volleyball ausgeübt werden. 1962 wurden die Handballfrauen des SSC Südwest Deutscher Meister.

## Sektion Fußball
Der SSC Südwest wurde am 15. April 1947 gegründet und begann zum Großteil mit Mitgliedern der seit 1945 bestehenden SG Südwest. Die Steglitzer spielten ab 1948 in der Berliner Landesliga, aus der bereits in der Spielzeit 1949/50 der Aufstieg in die Amateurliga Berlin gelang.
Nach einem sechsten Rang in der Auftaktsaison stiegen die Steglitzer 1952 gemeinsam mit dem BFC Südring in die Vertragsliga Berlin auf. In der damit verbundenen Qualifikation zur Deutschen Amateurmeisterschaft scheiterten die Berliner in der ersten Hauptrunde am Hamburger Vertreter ASV Bergedorf 85 mit 2:3. Die Vertragsliga erwies sich für den SSC als eine Nummer zu groß, der Club stieg nach nur einer Spielzeit mit Hertha BSC wieder in die Amateurliga ab. 1958 drohte der erneute Abstieg, den der SSC in Relegationsspielen gegen den NSC Südstern jedoch abwenden konnte. Überregionale Schlagzeilen lieferte der SSC in der Saison 1969/70. Nachdem der Club erneut in die Relegation gegen den Abstieg musste, absolvierten sie insgesamt fünf Relegationsspiele gegen den Spandauer BC. Nachdem beide Mannschaften jeweils ihr Heimspiel gewonnen hatten (Torverhältnis wurde nicht berücksichtigt), endeten die nächsten beiden Entscheidungsspiele jeweils Unentschieden. Erst im fünften Anlauf, in Deutschland ein absolutes Novum, konnte sich der SSC in der 118. Minute endgültig mit 3:2 durchsetzen.
Im Anschluss wurden die Steglitzer eine feste Größe in der Amateurliga, in der sie bis 1974 mit kurzen Unterbrechungen insgesamt 21 Spielzeiten absolvierten. Nach größtenteils unteren Mittelfeldplatzierungen erfolgte 1974 der Abstieg in die Landesliga. Der Club versank recht schnell im West-Berliner Lokalfußball bis zur Kreisliga, konnte sich seit den neunziger Jahren aber wieder in der Bezirksliga etablieren. In der Saison 2009/10 gelang der kurzzeitige Aufstieg in die Berliner Landesliga, zumeist spielten sie in der Berliner Bezirksliga. Nach dem direkten Abstieg aus der Bezirksliga in die Kreisliga A gelang dem SSC Südwest ebenso der direkte Wiederaufstieg in die Bezirksliga und in der Saison 2013/14 die Rückkehr in die Berliner Landesliga. 2025 stiegen die Steglitzer in die Berlin-Liga auf.

## Statistik
- Teilnahme Vertragsliga Berlin: 1952/53
- Teilnahme Amateurliga Berlin: 1950/51, 1951/52, 1953/54 bis 1961/62, 1964/65 bis 1973/74
- Teilnahme Deutsche Amateurmeisterschaft: 1952

## Personen
- Uwe Brunn: Jugendfußballspieler
- Mithat Demirel: Basketballer, Jugendspieler
- Ute Finckh-Krämer: Dan-Trägerin Aikido, Vereinstrainerin
- Peter Klingbiel: Basketballspieler
- Tim Modersitzki: Basketballspieler
- Jutta Neumann: Speerwerferin
- Timur Bayram Özgöz: bis 2003 Jugendfußballspieler
- Heinz-Ludwig Schmidt: Fußballtrainer
- Thomas Schoeps: Basketballer, Jugendspieler
- Malte Ziegenhagen: Basketballer, Jugendspieler